# Aleh Patotski
Aleh Anatolyevich Patotski (tiếng Belarus: Алег Патоцкі; tiếng Nga: Олег Патоцкий (Oleg Patotskiy); sinh 24 tháng 6 năm 1991) là một cầu thủ bóng đá Belarus hiện tại thi đấu cho Isloch Minsk Raion.

## Danh hiệu
BATE Borisov
- Vô địch Giải bóng đá ngoại hạng Belarus: 2010, 2011